# Game Page
Game Page je první český televizní pořad o videohrách. Vysílala jej v letech 1999–2012 Česká televize na programu ČT2 každou sobotu odpoledne.
První díl byl odvysílán 5. ledna 1999 v 17.25 a poslední 30. června 2012.
Prvním moderátorem, který přivítal první diváky pořadu, byl herec Roman Zach.